# Station Gębice
Station Gębice is een spoorwegstation in de Poolse plaats Gębice.